# دهستان جلابی
دهستان جلابی، یکی از دهستان‌های بخش تخت شهرستان بندرعباس در استان هرمزگان ایران است. مرکز این دهستان، روستای جلابی است.

## جمعیت
بر پایه سرشماری عمومی نفوس و مسکن در سال ۱۳۹۵، جمعیت دهستان جلابی برابر با ۶٬۶۷۷ نفر بوده است.